# Gran Premio di superbike di Assen 1996
Il Gran Premio di Superbike di Assen 1996 è stata la decima prova su dodici del Campionato mondiale Superbike 1996, è stato disputato il 8 settembre sul TT Circuit Assen e ha visto la vittoria di Carl Fogarty in gara 1, lo stesso pilota si è ripetuto anche in gara 2.

## Risultati

### Gara 1

#### Arrivati al traguardo[3]
| Pos. | Nº | Pilota               | Motocicletta | Tempo     | Griglia | Punti |
| ---- | -- | -------------------- | ------------ | --------- | ------- | ----- |
| 1º   | 1  | Carl Fogarty         | Honda        | 33:31.067 | 2º      | 25    |
| 2º   | 7  | Pierfrancesco Chili  | Ducati       | +0:03.040 | 4º      | 20    |
| 3º   | 3  | Aaron Slight         | Honda        | +0:05.934 | 3º      | 16    |
| 4º   | 2  | Troy Corser          | Ducati       | +0:05.983 | 5º      | 13    |
| 5º   | 11 | John Kocinski        | Ducati       | +0:06.189 | 1º      | 11    |
| 6º   | 69 | James Whitham        | Yamaha       | +0:19.577 | 7º      | 10    |
| 7º   | 9  | Neil Hodgson         | Ducati       | +0:20.657 | 8º      | 9     |
| 8º   | 6  | Simon Crafar         | Kawasaki     | +0:23.514 | 10º     | 8     |
| 9º   | 35 | Christer Lindholm    | Ducati       | +0:24.248 | 13º     | 7     |
| 10º  | 5  | Wataru Yoshikawa     | Yamaha       | +0:24.327 | 12º     | 6     |
| 11º  | 67 | Mike Hale            | Ducati       | +0:28.011 | 9º      | 5     |
| 12º  | 33 | Jeffry de Vries      | Yamaha       | +0:32.379 | 16º     | 4     |
| 13º  | 10 | John Reynolds        | Suzuki       | +0:32.934 | 11º     | 3     |
| 14º  | 36 | Kirk McCarthy        | Suzuki       | +0:35.316 | 17º     | 2     |
| 15º  | 8  | Piergiorgio Bontempi | Kawasaki     | +0:41.594 | 6º      | 1     |
| 16º  | 13 | Andreas Meklau       | Ducati       | +0:49.727 | 14º     |       |
| 17º  | 41 | Michaël Paquay       | Ducati       | +1:03.817 | 18º     |       |
| 18º  | 46 | Sean Emmett          | Ducati       | +1:03.947 | 20º     |       |
| 19º  | 18 | Igor Jerman          | Kawasaki     | +1:26.777 | 21º     |       |
| 20º  | 24 | Anders Rasmussen     | Yamaha       | +1:52.916 | 24º     |       |
| 21º  | 15 | Bernard Hänggeli     | Honda        | +1:59.811 | 23º     |       |
| 22º  | 47 | Heinz Platacis       | Kawasaki     | +2:08.182 | 25º     |       |
| 23º  | 39 | Uwe Pollheide        | Kawasaki     | +1 giro   | 26º     |       |

#### Ritirati
| Nº | Pilota             | Motocicletta | Giri     | Griglia |
| -- | ------------------ | ------------ | -------- | ------- |
| 16 | Paolo Casoli       | Ducati       | +6 giri  | 15º     |
| 31 | Roger Kellenberger | Honda        | +15 giri | 19º     |
| 96 | Steven Briggs      | Kawasaki     | +15 giri | 22º     |

### Gara 2

#### Arrivati al traguardo[4]
| Pos. | Nº | Pilota              | Motocicletta | Tempo     | Griglia | Punti |
| ---- | -- | ------------------- | ------------ | --------- | ------- | ----- |
| 1º   | 1  | Carl Fogarty        | Honda        | 33:32.183 | 2º      | 25    |
| 2º   | 2  | Troy Corser         | Ducati       | +0:00.056 | 5º      | 20    |
| 3º   | 11 | John Kocinski       | Ducati       | +0:00.070 | 1º      | 16    |
| 4º   | 7  | Pierfrancesco Chili | Ducati       | +0:10.148 | 4º      | 13    |
| 5º   | 3  | Aaron Slight        | Honda        | +0:13.197 | 3º      | 11    |
| 6º   | 9  | Neil Hodgson        | Ducati       | +0:13.266 | 8º      | 10    |
| 7º   | 5  | Wataru Yoshikawa    | Yamaha       | +0:20.369 | 12º     | 9     |
| 8º   | 6  | Simon Crafar        | Kawasaki     | +0:24.158 | 10º     | 8     |
| 9º   | 36 | Kirk McCarthy       | Suzuki       | +0:29.785 | 17º     | 7     |
| 10º  | 13 | Andreas Meklau      | Ducati       | +0:35.315 | 14º     | 6     |
| 11º  | 16 | Paolo Casoli        | Ducati       | +0:36.517 | 15º     | 5     |
| 12º  | 67 | Mike Hale           | Ducati       | +0:37.533 | 9º      | 4     |
| 13º  | 33 | Jeffry de Vries     | Yamaha       | +0:37.809 | 16º     | 3     |
| 14º  | 69 | James Whitham       | Yamaha       | +0:41.207 | 7º      | 2     |
| 15º  | 46 | Sean Emmett         | Ducati       | +1:01.207 | 20º     | 1     |
| 16º  | 18 | Igor Jerman         | Kawasaki     | +1:09.005 | 21º     |       |
| 17º  | 31 | Roger Kellenberger  | Honda        | +1:14.687 | 19º     |       |

#### Ritirati
| Nº | Pilota               | Motocicletta | Giri     | Griglia |
| -- | -------------------- | ------------ | -------- | ------- |
| 41 | Michaël Paquay       | Ducati       | +6 giri  | 18º     |
| 47 | Heinz Platacis       | Kawasaki     | +6 giri  | 25º     |
| 35 | Christer Lindholm    | Ducati       | +7 giri  | 13º     |
| 10 | John Reynolds        | Suzuki       | +8 giri  | 11º     |
| 8  | Piergiorgio Bontempi | Kawasaki     | +10 giri | 6º      |
| 15 | Bernard Hänggeli     | Honda        | +13 giri | 23º     |
| 24 | Anders Rasmussen     | Yamaha       | +14 giri | 24º     |
| 39 | Uwe Pollheide        | Kawasaki     | +15 giri | 26º     |